# Флавія Доміцилла (свята)
Свята Флавія Доміцилла (лат. Flavia Domitilla, між 61 й 66 —95 або 100) — одна з перших християнських мучеників й святих з числа давньоримської знаті. У католицькій церкві її день відзначається 7 травня, а у православній — 12 травня.

## Родовід
- Веспасіан, Римський Імператор
  -  Тіт Флавій Веспасіан, Римський Імператор
  -  Доміціан, Римський Імператор
  -  Флавія Доміцилла Молодша, Принцеса
    -  Флавія Доміцилла, Християнська Свята

## Біографія
Походила з імператорського роду Флавіїв. Донька Флавії Доміцилли Молодшої та Квінта Петіллія Церіала, консула-суффекта 70 року, онука імператора Веспасіана. Стосовно дати її народження немає чітких відомостей. Також мало відомо про її життя до шлюбу зі своїм двоюрідним братом Тітом Флавієм Клементом. Ймовірно це відбулося приблизно у період між 85 та 87 роками. Під час свого подружнього життя Доміцилла цікавила різними східними культами, які на той час набували популярності. З усіх нових ідей вона обрала християнські заповіти. У 95 році її чоловіка було страчено, а її заслано на о. Пандатерію. Щодо причин цього існують різні версії: острах імператора Доміціана щодо можливого суперництва з боку Тіта Клемента. Іншою причиною називають саме захоплення Доміцилли християнством, до якого імператори ставилися негативно з огляду на нещодавнє повстання в Юдеї (вони погано знали про юдаїзм й християнство, вважаючи їх різними гілками єдиного культу). У провину Доміцилли також ставили те, що вона навернула у свою віру чоловіка та дітей.
На Пандатерії, за легендою, вона збудувала катакомби, в яких деякий час мешкала. Немає також чітких відомостей щодо дати й причин смерті. Вона померла між 95 та 100 роками.

## Родина
З дітей відомі імена двох синів: обох звали Тіт Флавій. Вони народилися відповідно у 88 та 90 роках. Імператор Веспасіан перейменував їх у Веспасіана Молодшого та Доміціана Молодшого.

## Нащадки
Її нащадком була дружина Пертінакса.